# Taniela Tupou
Pas d'image ? Cliquez ici

a Compétitions nationales et continentales officielles uniquement.

b Matchs officiels uniquement.
Dernière mise à jour le 1 avril 2025.
Taniela Tupou, né le 10 mai 1996 à Vaini (Tonga), est un joueur international australien d'origine tongienne de rugby à XV, jouant au poste de pilier droit.

## Carrière

### En club
Né aux Tonga, Taniela Tupou quitte son pays natal en 2010 pour rejoindre la Nouvelle-Zélande, afin de poursuivre ses études au sein du Sacred Heart College d'Auckland. Il connaît la célébrité dès ses 18 ans, lorsque les vidéos de ses impressionnantes performances avec son équipe de rugby lycéenne font le tour du monde,. Il est alors convoité par de nombreuses équipes néo-zélandaises ou australiennes, ainsi qu'européennes, qui souhaite lui faire signer un contrat professionnel,.
En 2015, il choisit finalement de rejoindre l'Australie, où vit une partie de sa famille, et signe un contrat espoir de deux ans avec les Queensland Reds. Pour la saison 2015 du Super Rugby, il est retenu dans le groupe d’entraînement élargi et ne joue pas de match officiel,. Il fait cependant ses débuts professionnels quelques mois plus tard, en National Rugby Championship avec Queensland Country.
Lors de la saison 2016 du Super Rugby, il fait ses débuts avec les Reds le 1er juillet 2016 contre les Brumbies. Lors de cette saison, il ne dispute que 3 rencontres, toutes comme remplaçant.
Il s'impose davantage lors de la saison 2017, disputant alors 14 matchs (pour 4 titularisations),. En 2017 toujours, il fait une bonne saison de NRC avec Queensland Country, qui se termine par un titre de champion, et où il aura particulièrement brillé (9 matchs joués, 4 essais inscrits),.
En 2019, alors qu'il est considéré comme l'un des meilleurs piliers du pays, il prolonge son contrat avec les Reds et la fédération australienne jusqu'en 2023,.
En 2020, il est finaliste du Super Rugby AU avec les Reds, après une défaite en finale face aux Brumbies. L'année suivante, à l'issue d'une finale identique, son équipe s'impose et remporte la compétition.
Taniela Tupou manque l'intégralité de la saison 2023 de Super Rugby en raison d'une rupture du tendon d'Achille.
En février 2023, il est annoncé qu'il rejoint les Melbourne Rebels à partir de la saison 2024 de Super Rugby. Au terme de sa première saison les Rebels, en grande difficulté financière, sont exclus du Super Rugby, et Tupou se retrouve sans club.
Après avoir envisagé un départ en Europe, il décide finalement de rester en Australie, et signe un contrat d'une saison avec les Waratahs pour la saison,. 

### En équipe nationale
Taniela Tupou est sélectionné pour la première fois avec les Wallabies en octobre 2016 par le sélectionneur Michael Cheika, dans le cadre de la tournée d'automne en Europe. Il n'est alors pas encore sélectionnable avec l'Australie, mais il est choisi pour faire partie du groupe d’entraînement et le familiariser aux attentes internationales.
Il devient sélectionnable un an après, et il obtient sa première cape internationale avec l'équipe d'Australie le 25 novembre 2017 à l’occasion d’un test-match contre l'équipe d'Écosse à Murrayfield,.
Jusqu'en 2019, il s'impose comme la doublure privilégiée de l'expérimenté Sekope Kepu, et se fait remarquer par la qualité de ses performances en sortie de banc,.
En août 2019, il est sélectionné dans le groupe australien pour disputer la Coupe du monde au Japon. Il dispute trois matchs lors de la compétition, tous en tant que remplaçant, dont le quart de finale perdu face à l'Angleterre,.
Après le mondial, et la retraite internationale de Kepu, il se partage le poste de pilier droit en sélection avec Allan Alaalatoa,.
En juin 2023, il est sélectionné en équipe nationale par Eddie Jones pour participer au Rugby Championship 2023. Le 10 août 2023, il est annoncé au sein du groupe australien de 33 joueurs sélectionnés pour disputer la Coupe du monde 2023 en France. Titulaire lors du premier match de poule face à la Géorgie, il manque ensuite le reste de la compétition à cause d'une blessure.

## Palmarès

### En club
- Vainqueur du National Rugby Championship en 2017 avec Queensland Country.
- Vainqueur du Super Rugby AU en 2021 avec les Queensland Reds.
- Finaliste du Super Rugby AU en 2020 avec les Queensland Reds.

## Statistiques
Au 1er avril 2025, Taniela Tupou compte 59 capes en équipe d'Australie, dont vingt-six en tant que titulaire, depuis le 25 novembre 2017 contre l'équipe d'Écosse à Murrayfield,. Il inscrit sept essais (35 points),.
Parmi ces sélections, il compte 22 sélections en Rugby Championship, participant aux éditions de 2018, 2019, 2020, 2021, 2022 et 2023,.
Il dispute deux éditions de la Coupe du monde, en 2019, où il participe contre l'Uruguay, la Géorgie et l'Angleterre; et en 2023 où il joue un match face à la Géorgie.